# 中原油田
中原油田位于中国大陆河南省东北部与山东交界处，地跨黄河两岸，主要油品为石蜡基原油，主产油区集中在东濮凹陷带。东濮凹陷地跨河南、山东两省6市12县（区），面积5300平方千米，石油资源量12.37亿吨，天然气资源量3675亿立方米。

## 历史
1975年7月25日，南阳油田调1台钻机，在文留构造上钻探濮参1井，9月7日钻至2607．4米时，突然喷出大量油气，从而突破东濮凹陷出油关，展现东濮凹陷良好的含油气远景。10月8日，石油部决定由胜利油田、南阳油田和石油地球物理勘探局第二指挥部联合组织石油会战，开始对东濮凹陷（原名东明凹陷）进一步的勘探工作。10月成立了东濮石油勘探会战指挥部，隶属胜利油田，1978年10月更名为东濮石油会战指挥部，1982年3月改称中原石油勘探局。
中原油田于1979年正式投入开发建设，7月1日，中原油区的第一个油田——文中油田投入生产，当年生产原油23万吨。到1988年，产量高达722万吨，随后两年仍保持在年产630万吨以上。
2000年1月，中原油田整体重组改制划归中国石化集团，重组为上市（中原油田分公司）和非上市（中原石油勘探局）两部分。
2011年，中原油田年产油气当量首次突破1000万吨，跨入中国千万吨级油气田行列。目前中原油田共有职工家属24万人，在岗员工8.6万人，资产总额680亿元。
2017年11月，中原石油勘探局进行公司制改制，更名为中原石油勘探局有限公司。

## 概况
中原油田累计探明石油地质储量5.99亿吨、天然气地质储量1386.47亿立方米。目前，每年新增探明油气地质储量1000万吨左右，具有在较长时期内保持年产油气当量300万吨的能力。
中原油田建成了以柳屯地区为中心的原油及天然气集输、原油及轻烃加工、天然气处理系统，主要装置从西欧发达国家引进。中原油田拥有1座储备能力为36×104立方米的原油库，现运行的原油外输管线中洛线，年外输原油能力400×104立方米；天然气外输工业配气站2座，运行外销天然气长输管线5条，主要供应沧州、安阳、济南、郑州、开封、濮阳等城市。